# Бучалы (Рязанская область)
Бучалы — деревня в Пронском районе Рязанской области. Входит в Малинищинское сельское поселение

## География
Находится в юго-западной части Рязанской области на расстоянии приблизительно 24 км на север по прямой от районного центра города Пронск.

## История
Деревня была обозначена на карте еще 1840 года, на карте 1850 года отмечено как поселение с 22 дворами, в 1859 году здесь было учтено 32 двора, в 1897 — 44).

## Население
Численность населения: 173 человека (1859 год), 388 (1897), 29 в 2002 году (русские 97 %), 12 в 2010.